# Garahaji
Garahaji is een bestuurslaag in het regentschap Kuningan van de provincie West-Java, Indonesië. Garahaji telt 775 inwoners (volkstelling 2010).